# Đừng nhìn lên
Đừng nhìn lên (tên tiếng Anh: Don't Look Up) là bộ phim hài kịch đen khoa học viễn tưởng châm biến của Mỹ được sản xuất, biên kịch và đạo diễn bởi Adam McKay. Phim có sự tham gia diễn xuất của hai diễn viên chính là Leonardo DiCaprio và Jennifer Lawrence trong vai hai nhà thiên văn học đang cố gắng thông quan chuyến tham quan truyền thông để cảnh báo nhân loại về việc một ngôi sao chổi đang tiến gần và sắp tiêu diệt Trái Đất. Ngoài ra, dàn diễn viên chính của phim còn bao gồm Rob Morgan, Jonah Hill, Mark Rylance, Tyler Perry, Ron Perlman, Timothée Chalamet, Ariana Grande, Scott Mescudi, Chris Evans, Cate Blanchett và Meryl Streep. Bộ phim sẽ là sự châm biến về cuộc khủng hoảng biến đổi khí hậu.
Phim được sản xuất bởi hãng Hyperobject Industries cùng với Bluegrass Films và được dự kiến sẽ công chiếu tại rạp giới hạn 10 ngày từ ngày 10 tháng 12, 2021, trước khi chính thức phát trực tuyến trên nền tảng Netflix vào ngày 24 tháng 12, 2021.

## Nội dung
Hai thầy trò Randall Mindy và Kate Dibiasky thuộc Đại học Bang Michigan phát hiện một sao chổi đang lao tới Trái Đất, và sẽ huỷ diệt nhân loại khi nó va chạm trong vòng sáu tháng nữa. Teddy Oglethorpe, người đứng đầu Văn phòng Điều phối Phòng thủ Hành tinh thuộc NASA cũng xác nhận phát hiện này, và tức tốc đưa hai người đến Nhà Trắng, nhưng khi đến nơi lại bị Tổng thống Janie Orlean và con trai bà, Chánh văn phòng Nhà Trắng Jason Orlean, làm ngơ.
Không nản chí, hai người quyết định lên sóng truyền hình để cảnh báo về mối nguy, bằng cách tham gia chương trình đàm thoại The Daily Rip do Jack Bremmer và Brie Evantee dẫn chương trình. Tuy nhiên, phản ứng tiêu cực của Dibiasky đã vấp phải nhiều chỉ trích, trong khi một bộ phận khán giả lại tỏ ra thích thú trước nhan sắc của Mindy. Tin tức về sao chổi bị bác bỏ bởi chính Giám đốc của NASA, Jocelyn Calder, thực chất là nhà tài trợ cho Tổng thống Janie. Khi có tin đồn về mối quan hệ giữa bà với ứng cử viên Toà án Tối cao Hoa Kỳ Sheriff Conlon, bà đánh lạc hướng dư luận bằng cách xác nhận hiểm hoạ từ sao chổi và đề xuất một dự án nhằm phá huỷ nó.
Dự án đang được triển khai thì lại vấp phải sự phản đối từ tỷ phú công nghệ Peter Isherwell, người đề xuất một phương pháp khác nhằm khai thác khoảng sản từ ngôi sao chổi. Nhà Trắng đồng ý với đề xuất của Isherwell ngay lập tức mà không thắc mắc, và bổ nhiệm Mindy làm Cố vấn Khoa học. Dibiasky trong khi đó không ngừng nỗ lực để phản đối ý kiến của Nhà Trắng, nhưng cuối cùng cũng từ bỏ. Trở về nhà ở Illinois, cô bị cha mẹ ghẻ lạnh, và cô bắt đầu qua lại với Yule, một tay trộm vặt ở cửa hàng nơi cô làm việc.
Mindy dần nhận ra kế hoạch của Isherwell có quá nhiều lỗ hổng, và thất vọng vì sự vô trách nhiệm của Chính phủ, anh đã công kích Tổng thống ngay trên sóng truyền hình. Sau khi rời khỏi Nhà Trắng, anh gặp lại Dibiasky. Khi sao chổi đang tiến gần đến mức có thể thấy được, Mindy, Dibiasky, và Oglethorpe khởi xướng chiến dịch "Just Look Up" (Cứ nhìn lên) nhằm kêu gọi các quốc gia phá huỷ ngôi sao. Cùng lúc đó, Chính phủ của Orlean cũng chạy chiến dịch "Don't Look Up" (Đừng nhìn lên). Nga, Trung Quốc, và Ấn Độ liên minh lại và xây dựng kế hoạch của riêng họ, nhưng kế hoạch thất bại. Kế hoạch của Isherwell cũng không đạt được kết quả, đến lúc đó người dân nhận ra rằng nhân loại đang đi đến hồi kết.
Isherwell, Tổng thống Orlean và các thành viên khác trong Chính phủ lên phi thuyển ngủ đông và chạy trốn đến hành tinh khác. Bà đề nghị 2 chỗ cho Mindy trên phi thuyền, nhưng anh từ chối. Bà Tổng thống khi đã yên vị mới nhận ra là đã bỏ quên con trai bà, Jason. Mindy dành buổi tối cuối cùng bên gia đình và bạn bè, trước khi sao chổi lao xuống Chile, phá huỷ mọi sự sống trên Trái Đất.
Ở một cảnh hậu danh đề, Isherwell và Orlean cùng nhiều người khác đặt chân xuống một hành tinh khác, nhưng bà Orlean bị ăn thịt bởi một con chim khổng lồ, trong khi nhiều con khác đang nhăm nhe những người còn lại. Trong khi đó, Jason Orlean hoá ra vẫn sống sót sau vụ va chạm. Anh mở máy lên, tự nhận mình là "người sống sót cuối cùng", và nhắn nhủ tới những người xem còn sống "ấn nút thích và đăng ký lượt theo dõi."

## Diễn viên
- Leonardo DiCaprio thủ vai Tiến sĩ Randall Mindy, nhà thiên văn học[6]
- Jennifer Lawrence thủ vai Tiến sĩ Kate Dibiasky, nhà thiên văn học[6]
- Rob Morgan thủ vai Tiến sĩ Clayton "Teddy" Oglethorpe, nhà khoa học hỗ trợ Dibiasky và Mindy trong nhiệm vụ của họ[6]
- Jonah Hill thủ vai Jason Orlean, con trai của Tổng thống Orlean kiêm Tham mưu trưởng
- Mark Rylance thủ vai Peter Isherwell, tỷ phú công nghiệp
- Tyler Perry thủ vai Jack Bremmer, người đồng dẫn chương trình của chương trình trò chuyện tin tức mang tên The Morning Rip
- Timothée Chalamet thủ vai Quentin
- Ron Perlman thủ vai Đại tá Ben Drask
- Ariana Grande thủ vai Riley Bina, ca sĩ nhạc Pop
- Scott Mescudi thủ vai DJ Chello
- Cate Blanchett thủ vai Brie Evantee, người đồng dẫn chương trình của chương trình trò chuyện tin tức mang tên The Morning Rip
- Meryl Streep thủ vai Tổng thống Janie Orlean
- Himesh Patel thủ vai Phillip
- Matthew Perry thủ vai Tướng David Myers, Chủ tịch Hội đồng Tham mưu trưởng Liên quân Hoa Kỳ
- Chris Evans thủ vai Bộ trưởng Bộ Quốc phòng Robert Andersen
- Tomer Sisley thủ vai Adul Grelio
- Melanie Lynskey thủ vai June
- Gina Gershon
- Michael Chiklis thủ vai Dan Pawketty, người Phát ngôn Đảng Bảo thủ[6]
- Paul Guilfoyle thủ vai Đại Trung tướng

## Sản xuất

### Phát triển
Vào ngày 8 tháng 11 năm 2019, phim được thông báo sẽ phân phối bởi hãng Paramount Pictures với vai trò kịch bản, sản xuất kiêm đạo diễn sẽ do Adam McKay đảm nhận dưới tên hãng Hyperobject Industries của ông. Ngày 19 tháng 2, 2020, Netflix chính thức mua lại phim từ hãng Paramount. McKay chia sẻ rằng vai diễn Dibiasky được đặc biệt viết cho nữ diễn viên Jennifer Lawrence. Bên cạnh đó, ông cũng dành khoảng bốn đến năm tháng để xem xét các ý tưởng với Leonardo DiCaprio và chỉnh sửa kịch bản trước khi anh ký kết tham gia lần cuối cùng.

### Tuyển vai
Ngày 19 tháng 2 năm 2020, Jennifer Lawrence chính thức tham gia vào dàn diễn viên của phim. Vào tháng kế tiếp, Cate Blanchett được thông báo sẽ là cái tên kế tiếp tham gia vào phim. Tháng 9 năm 2020, Rob Morgan xác nhận góp mặt vào dàn diễn viên phim. Vào tháng 10, 2020, Leonardo DiCaprio, Meryl Streep, Jonah Hill, Himesh Patel, Timothée Chalamet, Ariana Grande, Scott Mescudi, Matthew Perry và Tomer Sisley đồng loạt được xác nhận tham gia phim. Tháng 11, 2020, Tyler Perry, Melanie Lynskey and Ron Perlman xác nhận góp mặt trong phim. Vào tháng 12 năm 2020, Chris Evans được tiết lộ sẽ xuất hiện trong phim. Gina Gershon, Mark Rylance và Michael Chiklis cũng được xác nhận sẽ góp mặt vào dàn diễn viên phim vào tháng 2 năm 2021. Paul Guilfoyle là cái tên cuối cùng được thông báo sẽ xuất hiện trong phim vào tháng 5.

### Quay phim
Vào ngày 19 tháng 2, 2020, công đoạn quay phim chính của phim chính thức được thông báo sẽ bắt đầu vào tháng 4 năm 2020. Tuy nhiên, vì ảnh hưởng của đại dịch COVID-19 nên đã bị trì hoãn. Ngày 18 tháng 11, 2020, quá trình quay phim chính thức diễn ra ở nhiều địa điểm khác nhau tại Boston, Massachusetts. Một phần bối cảnh của phim sẽ diễn ra tại Thành phố New York nhưng sẽ được quay tại Boston. Phim cũng được tiến hành quay ở nhiều thành phố khác của Massachusetts bao gồm Brockton, Framingham và Westborough. 5 tháng 2 năm 2021, nữ minh tinh Jennifer Lawrence bị thương nhẹ trong quá trình quay phim do một vụ nổ kính. Quá trình quay phim chính hoàn thành vào ngày 18 tháng 2 năm 2021.

## Phát hành
Ngày 19 tháng 2, 2020, có thông báo về việc Netflix đang lên kế hoạch để phát hành phim vào năm 2020. Do sự ảnh hưởng của đại dịch COVID-19, quá trình quay phim cũng như phát hành phim bị trì hoãn. Phim được dự kiến sẽ công chiếu tại rạp giới hạn 10 ngày bắt đầu vào ngày 10 tháng 12, 2021 và sau đó vào ngày 24 tháng 12, 2021, phim sẽ bắt đầu được chiếu trên nền tảng Netflix.